# Stefan Drees
Stefan Drees (geboren 1966 in Kusel) ist ein deutscher Musikwissenschaftler und Hochschullehrer an der Hochschule für Musik Hanns Eisler Berlin.

## Leben und Werk
Stefan Drees studierte zunächst Instrumentalpädagogik im Fach Violine an der Folkwang Hochschule (Staatliche Musiklehrerprüfung 1992). Das daran anschließende Studium der Musikwissenschaft, Erziehungswissenschaft und Philosophie schloss er 1997 mit einer Dissertation zu Luigi Nono ab. 2009 folgte die Habilitation an der Hochschule für Musik und Theater Rostock mit einer Arbeit zur Geschichte des instrumentalen Rezitativs.
Von 1998 bis 2003 war Drees Wissenschaftlicher Mitarbeiter im Forschungsprojekt „Musik in der Emigration 1933–1945 – USA Ostküste“ an der Folkwang Hochschule. Es folgten Vertretungsprofessuren an der Westfälischen Wilhelms-Universität Münster, der Philipps-Universität Marburg, der Justus-Liebig-Universität Gießen, der Ruprecht-Karls-Universität Heidelberg und eine Gastprofessur an der Universität der Künste Berlin. Im Jahr 2016 wurde er auf eine Professur für Musikwissenschaften an der Hochschule für Musik Hanns Eisler Berlin berufen.
Er ist Mitbegründer und Herausgeber der Zeitschrift Seiltanz – Beiträge zur Musik der Gegenwart.
Zu seinen Forschungsschwerpunkten gehören die Geschichte der Violinmusik, die Musik des 20. und 21. Jahrhunderts, Filmmusik, Musiktheater und Performance. Für seine Arbeiten zu Olga Neuwirth und Hans-Joachim Hespos erhielt er Förderpreise der Ernst von Siemens Musikstiftung.
Als Rektoratsbeauftragter ist er in seiner Hochschule für Studienangelegenheiten und Reakkreditierung zuständig und Ombudsmann für gute wissenschaftliche Praxis.

## Veröffentlichungen (Auswahl)
- Musikalische Heimatkonstruktionen: zwei Beispiele für die Suche nach kultureller Identität. Wolke, Hofheim 2022, ISBN 978-3-95593-322-7
- „kunst ist das gegenteil von verarmung“: Aspekte zum Schaffen von Hans-Joachim Hespos. Wolke, Hofheim 2018  ISBN 978-3-95593-084-4
- Körper Medien Musik: Körperdiskurse in der Musik nach 1950. Wolke, Hofheim 2011, ISBN 978-3-936000-89-4
- (Hrsg.): Das große Lexikon der Violine: Baugeschichte – Spielpraxis – Komponisten und ihre Werke – Interpreten Laaber-Verlag, Laaber 2015, ISBN 978-3-89007-697-3
- (als Hrsg.) Olga Neuwirth. Zwischen den Stühlen. A Twiglight auf der Suche nach dem fernen Klang. Anton Pustet, Salzburg, Wien, München 2008, ISBN 978-3-7025-0582-0
- Vom Sprechen der Instrumente. Zur Geschichte des instrumentalen Rezitativs. Peter Lang-Verlag, Frankfurt 2007